# Dorymyrmex antillana
Dorymyrmex antillana is een mierensoort uit de onderfamilie van de Dolichoderinae. De wetenschappelijke naam van de soort is voor het eerst geldig gepubliceerd in 2005 door Snelling, R.R..